# Francesco Nepitello
Francesco Nepitello (Venezia, 29 dicembre 1967) è un autore di giochi italiano, creatore sia di giochi da tavolo che di ruolo. Lavora spesso in coppia con l'amico di scuola Marco Maggi.

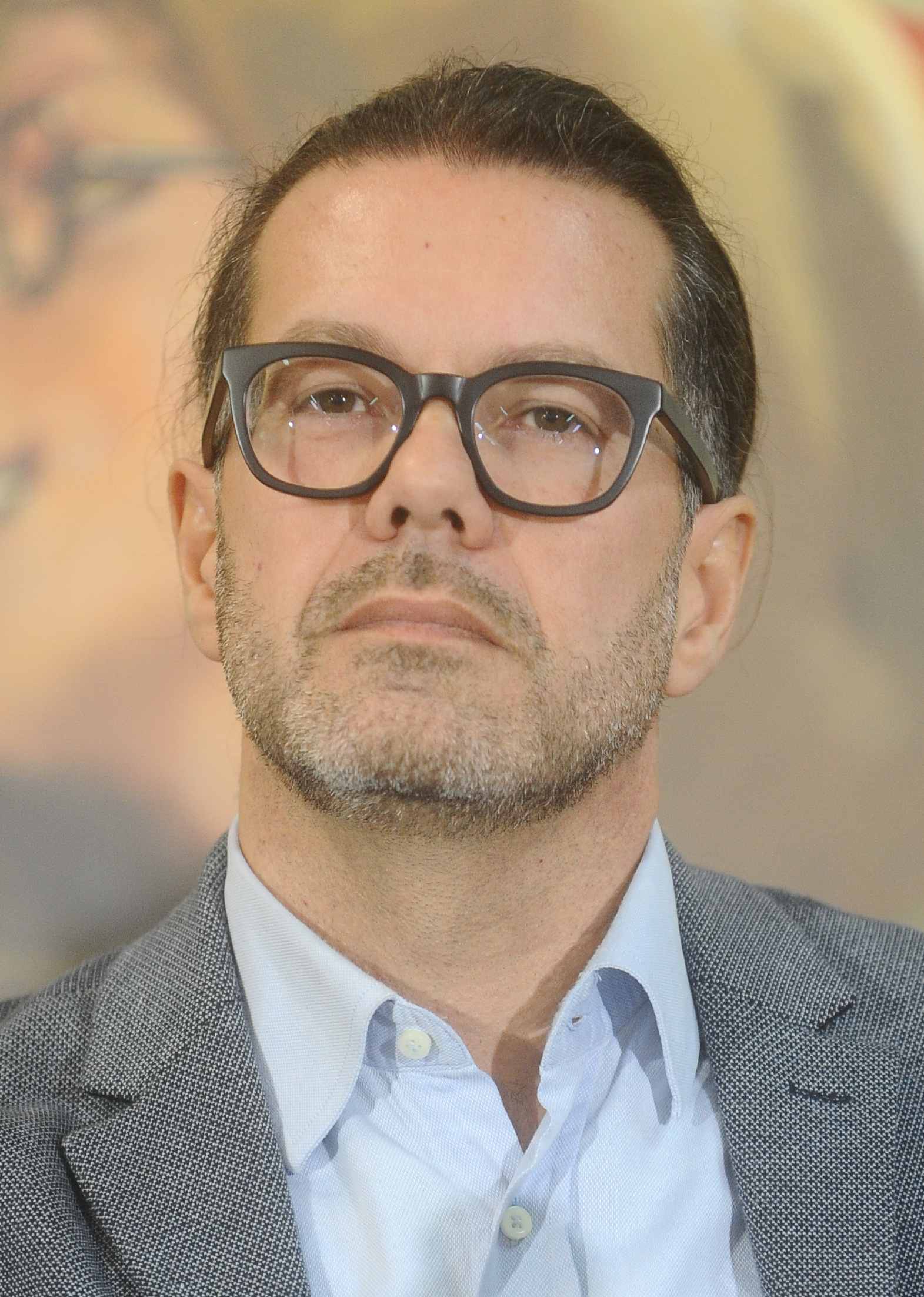
Francesco Nepitello a Lucca Comics & Games 2017

È Senior Game Designer presso l'editore di giochi CMON ed è noto per i suoi giochi ispirati agli scritti di J.R.R. Tolkien.

## Biografia
Già appassionato di wargame, Nepitello incomincia nei primi anni '80 a giocare ai giochi di ruolo (cita The Keep on the Bordelands per Dungeons & Dragons come la prima avventura che ha giocato), e passa ben presto a fare il master per altri regolamenti come Villains & Vigilantes o Il richiamo di Cthulhu. Insieme con l'amico Marco Maggi inizia anche a organizzare tornei e a pubblicare avventure.
È sempre insieme a Maggi che comincia la sua carriera professionale in SD2 Studiogiochi di Dario De Toffoli. I tre e Leo Colovini firmano il gioco di ruolo Lex Arcana, primo successo del game designer veneziano, che viene pubblicato da Dal Negro nel 1993. Sono questi gli anni in cui collabora con la rivista Kaos per la quale, tra le altre cose, scrive un adattamento dell'ambientazione del manga Nausicaä della Valle del vento per il regolamento Simulacri, che viene pubblicato in allegato alla rivista.
Il successo del gioco di carte Magic: l'Adunanza porta a una contrazione del mercato dei giochi di ruolo. Questo fatto lo costringe ad abbandonare tale settore per dedicarsi principalmente ai giochi da tavolo e a quelli di carte. Frutto di questo cambio è La Guerra dell'Anello (2004) per Nexus, gioco di strategia ispirato al romanzo Il Signore degli Anelli di J.R.R. Tolkien, creato in collaborazione con Marco Maggi e Roberto Di Meglio. Il gioco diventa un successo internazionale a cui segue la relativa espansione Battaglie della Terza Era. Nepitello inizia a firmare anche più di un titolo all'anno: fra questi, L'Era di Conan: Il gioco di strategia (2009), un gioco da tavolo in cui i giocatori controllano i principali regni dell'Era hyboriana in lotta tra loro per la supremazia, e premiato al Best of Show di Lucca.
L'opera tolkeniana è ormai divenuta fonte principale per la sua attività creativa. Nepitello è, infatti, l'autore anche della seconda edizione de La Guerra dell'Anello (oltre che delle sue espansioni) e de La battaglia dei cinque eserciti (2015), che simula l'omonima battaglia che conclude il romanzo Lo Hobbit. Fra i due lavori, avviene anche il ritorno allo sviluppo di giochi di ruolo, anche qui legati agli scritti di Tolkien. Del 2010 è L'Unico Anello (The One Ring Roleplaying Game) per Cubicle 7 Entertainment, con cui si aggiudica diversi premi tra cu il Best of Show a Lucca Games per l'edizione italiana. Per lo stesso editore, collabora alla realizzazione di un adattamento del gioco per la quinta edizione di Dungeons & Dragons e che prende il nome di Avventure nella Terra di Mezzo (Adventures in Middle-earth).
A partire dal 2020, Nepitello aggiunge alle sue collaborazioni di lungo corso quelle con Free League Publishing e CMON Limited, della quale diventa Senior Game Designer. In particolare, per la prima è a capo del progetto che porta alla realizzazione della nuova edizione de L'Unico Anello attraverso la piattaforma di crowfunding Kickstarter, con una campagna di raccolta fondi che supera la cifra di 1 500 000 euro. Per il 2021, sono inoltre previsti a suo nome la terza espansione della seconda edizione de La Guerra dell'Anello e la prima per un altro gioco da tavolo a tema tolkeniano, La caccia all'Anello.

## Premi e riconoscimenti
- Best of Show a Lucca Comics & Games 2004 per il Miglior gioco italiano per La guerra dell'anello[9]
- Candidato al Japan Boardgame Prize 日本ボードゲーム大賞 (?) 2005 per il miglior gioco avanzato per La guerra dell'anello[10]
- Premio International Gamers Award 2005 per il miglior gioco strategico per due giocatori per La guerra dell'anello[11]
- Premio Best of the Show 2009 Side Award per il Miglior Progetto Editoriale per L'Era di Conan: Il gioco di strategia[4]
- Candidato per l'Origins Award 2015 per il miglior gioco da tavolo per The Battle of Five Armies, edizione statunitense della Fantasy Flight Games di La Battaglia dei Cinque Eserciti[12]
- Candidato per l'Origins Award 2015 per il miglior supplemento per un gioco di ruolo per Hobbit Tales from the Green Dragon Inn[12]
- ENnie Awards d'Argento per il miglior gioco per famiglie 2014 per Hobbit Tales from the Green Dragon Inn[13]
- Golden Geek 2010 per Best Thematic Board Game e per Best Board Game Artwork/Presentation a War of the Ring Collector's Edition
- Charles S. Roberts Award 2010 per il miglior wargame fantasy o di fantascienza per War of the Ring Collector's Edition
- Best of Show a Lucca Games 2012 per il miglior gioco italiano per L'Unico Anello[5].
- Golden Geek 2012 per Miglior arte e presentazione per L'Unico Anello[5].
- Candidato all'Origins Award 2012 per il miglior gioco di ruolo per L'Unico Anello[14].

## Opere

### Giochi di ruolo
Lex Arcana
- con Leo Colovini, Dario De Toffoli e Marco Maggi, Lex Arcana, Dal Negro, 1993
- con Leo Colovini, Dario De Toffoli e Marco Maggi, Schermo del Demiurgo, Dal Negro, 1993
- con Leo Colovini, Dario De Toffoli e Marco Maggi, Germania - I misteri degli Agri Decumates, Dal Negro, 1993
- con Leo Colovini, Dario De Toffoli e Marco Maggi, Carthago: L'ombra del divoratore, Lex Arcana Editrice, 1996
- con Marco Maggi e Giacomo Marchi, Lex Arcana Quickstart, Quality Games, 2018. Quickstart per la seconda edizione di Lex Arcana

L'Unico Anello (The One Ring Roleplaying Game):
- con Amado Angulo, Marco Maggi e Dominic McDowall-Thomas, The One Ring: Adventures over the Edge of the Wild, Cubicle 7 Entertainment, 2011
- con Gareth Ryder-Hanrahan, Tales from Wilderland, Cubicle 7 Entertainment, 2012
- con Gareth Ryder-Hanrahan, The Heart of the Wild, Cubicle 7 Entertainment, 2013
- con Gareth Ryder-Hanrahan, The Darkening of Mirkwood, Cubicle 7 Entertainment, 2014
- con  	James M. Spahn, Shane Ivey, Andrew Kenrick e Thomas Morwinsky,  Rivendell, Cubicle 7 Entertainment,  2014
- James Brown, Adam Dials, Richard Harrison, Andrew Kenrick, T. S. Luikart e Marco Rafalá, James M. Spahn, Ruins of the North, Cubicle 7 Entertainment, 2015
- Adam Dials, Jon Hodgson, Andrew Kenrick, TS Luikart, Marco Rafalá, Gareth Ryder-Hanrahan e James Spahn, Adventurer's Companion, Cubicle 7 Entertainment, 2016
- con Gabriel Garcia, Andrew Kenrick, Mark A. Latham, T. S. Luikart, James M. Spahn e Kenneth Spencer, Erebor: The Lonely Mountain, Cubicle 7 Entertainment, 2016
- con Andrew Kenrick, TS Luikart e Marco Rafalá, Journeys & Maps, Cubicle 7 Entertainment, 2016
- con Shane Ivey, Andrew Kenrick, T. S. Luikart e James M. Spahn, Horse-lords of Rohan, Cubicle 7 Entertainment, 2016
- con Gareth Ryder-Hanrahan e Jon Hodgson, Bree, Cubicle 7 Entertainment, 2017
- Gary Astleford, Jon Hodgson, Shane Ivey, TS Luikart e Ken Spencer, Oaths of the Riddermark, Cubicle 7 Entertainment, 2017

Avventure nella Terra di Mezzo (Adventures in Middle-earth). 
- James Brown, Paul Butler, Walt Ciechanowski, Steve Emmott, Jon Hodgson, Shane Ivey, Andrew Kenrick, TS Luikart, Dominic McDowall, Gareth Ryder-Hanrahan, James Spahn e Ken Spencer, Adventures in Middle-earth Player's Guide, Cubicle 7 Entertainment,  2016
- con Gareth Ryder-Hanrahan e Jon Hodgson,  Loremaster's Screen and Lake-town Sourcebook, Cubicle 7 Entertainment, 2017
- con James Brown, Walt Ciechanowski, Steve Emmott, Jon Hodgson, TS Luikart, Dominic McDowall, Gareth Ryder-Hanrahan e Ken Spencer,  Adventures in Middle-earth Loremaster's Guide, Cubicle 7 Entertainment, 2017
- James Brown, Adam Dials, Richard Harrison, Andrew Kenrick, T. S. Luikart, Marco Rafalá e James M. Spahn, Eriador Adventures, Cubicle 7 Entertainment,  2018
- con Gareth Ryder-Hanrahan, Mirkwood Campaign, Cubicle 7 Entertainment, 2017. Adattamento di The Darkening of Mirkwood.
- con Gareth Ryder-Hanrahan, Rhovanion Region Guide, Cubicle 7 Entertainment,  2017. Adattamento di The Heart of the Wild
- con Andrew Kenrick, TS Luikart, Francesco Nepitello, Marco Rafalá, The Road Goes Ever On, Cubicle 7 Entertainment, 2017. Adattamento di Journeys and Maps
- Wilderland Adventures, Cubicle 7 Entertainment, 2017. Adattamento da Winderland Adventures.
- Rivendell Region Guide, Cubicle 7 Entertainment, 2018. Adattamento di Rivendell

Altri
- con Marco Maggi, Nausicaä: Il gioco di ruolo, Nexus Editrice, 1995. Pubblicato in allegato a Kaos numero 32.

### Giochi da tavolo
- con Marco Maggi, 4x$4, Dal Negro, 2000. Gioco di corsa con il percorso costruito con le carte.
- con Marco Maggi, Goal, Dal Negro, 2000
- con Marco Maggi, Flying Circus, Dal Negro, 2001.
- con Marco Maggi, X-Bugs, Steve Jackson Games/Nexus Editrice, 2001. Variante del gioco delle pulci in cui i gettoni che si fanno saltare rappresentano alieni con poteri speciali.
- con Marco Maggi, UFO, Dal Negro, 2002. Gioco di carte
- con Leo Colovini e Marco Maggi, Hector and Achilles, Phalanx Games, 2003. Gioco di carte ispirato alla guerra di Troia
- con Roberto Di Meglio, Marco Maggi e Salvatore Pierucci, Marvel Heroes, Nexus Editrice/Fantasy Flight Games, 2006. I giocatori controllano un team di supereroi dell'universo Marvel nel proprio turno di gioco e un gruppo di supereroi malvagi nel turno degli avversari.
- con Marco Maggi, La bussola d'oro, Editrice Giochi, 2007. Tratto e con immagini dal La bussola d'oro
- con Marco Maggi, Micro Mutants: Evolution, Fantasy Flight Games, 2007. Una revisione del regolamento di X-Bugs
  - con Marco Maggi, Micro Mutants: Le Terrains!, Darwin Project, 2004
- con Roberto Di Meglio e Marco Maggi, La guerra dell'Anello (War of the Ring), Fantasy Flight Games/Nexus, 2004
  - con Roberto Di Meglio e Marco Maggi, La Guerra dell'Anello: Battaglie della Terza Era (War of the Ring: Battles of the Third Age), Fantasy Flight Games/Nexus, 2006. Espansione
  - con Roberto Di Meglio e Marco Maggi, La Guerra dell'Anello: I Signori della Terra di Mezzo (War of the Ring: Lords of Middle-earth), Ares Games/Red Glove, 2012.
  - con Roberto Di Meglio e Marco Maggi, War of the Ring: Warriors of Middle-earth, Ares Games, 2016
- con Leo Colovini e Marco Maggi, Star Wars Clone Wars: Das letzte Gefecht, Clementoni, 2008. Gioco basato sulla serie televisiva animata Star Wars: Clone Wars
- con Leo Colovini e Marco Maggi, Star Wars: Galaktische Schlachten, Clementoni, 2008. Un altro gioco basato su Star Wars: Clone Wars.
  - con Marco Maggi, Micro Mutants: Invasion, Fantasy Flight Games, 2010. Espansione per Micro Mutants.
- con Roberto Di Meglio e Marco Maggi, L'Era di Conan: Il gioco di strategia, Nexus Editrice, 2009. 
  - con Roberto Di Meglio e Marco Maggi, Adventures in Hyboria, Ares Games, 2016. Espansione del gioco
- con Roberto Di Meglio e Marco Maggi, War of the Ring Collector's Edition, Fantasy Flight Games, 2010.
- con Marco Maggi, Micro Monsters, Ares Games/Red Gloves, 2012. Un'altra variante del gioco delle pulci con meccaniche simili a X-Bugs
- con Marco Maggi, Hobbit Tales from the Green Dragon Inn, Cubicle 7 Entertainment, 2013. Gioco narrativo in cui i giocatori sono hobbit che raccontano le loro avventure illustrando con le carte pescate.
- con Marco Maggi, Venetia, Giochi Uniti/Stralibri, 2013
- con Marco Maggi, Teenage Mutant Ninja Turtles: Ninja-Flip, Kosmos, 2014
- con Marco Maggi, Barcelona: The Rose of Fire, Devir Games, 2016.
- con Roberto Di Meglio e Marco Maggi, La Battaglia dei Cinque Eserciti, Raven Distribution, 2014
- con Marco Maggi, Cthulhu Tales, Cubicle 7 Entertainmen, 2016. Gioco di narrazione di ispirato ai miti di Cthulhu in cui i giocatori sono ricoverati in un manicomio che devono raccontare le terrificanti esperienze che li hanno portati lì. Vince il paziente che riesce ad apparire più sano e riceve meno trattamenti. Reimplementazione di Hobbit Tales from the Green Dragon Inn.
- con Marco Maggi, Dalek Dice, Cubicle 7, 2016. Gioco di dadi in cui i giocatori controllano gli alieni della serie televisiva Doctor Who.
- con Marco Maggi e Gabriele Mari, La caccia all'Anello , Ares Games, 2017. Un giocatore controlla Frodo e i suoi compagni nel viaggio dalla Contea a Gran Burrone, mentre gli altri giocatori devono tentare di fermarlo usando i Nagzul.
- con Andrea Angiolino e Marco Maggi, Wings of Glory: Tripods & Triplanes, publisher, 2018